# Entoplocamia aristulata
Entoplocamia aristulata là một loài thực vật có hoa trong họ Hòa thảo. Loài này được (Hack. ex Rendle) Stapf mô tả khoa học đầu tiên năm 1900.